# Hamngatan

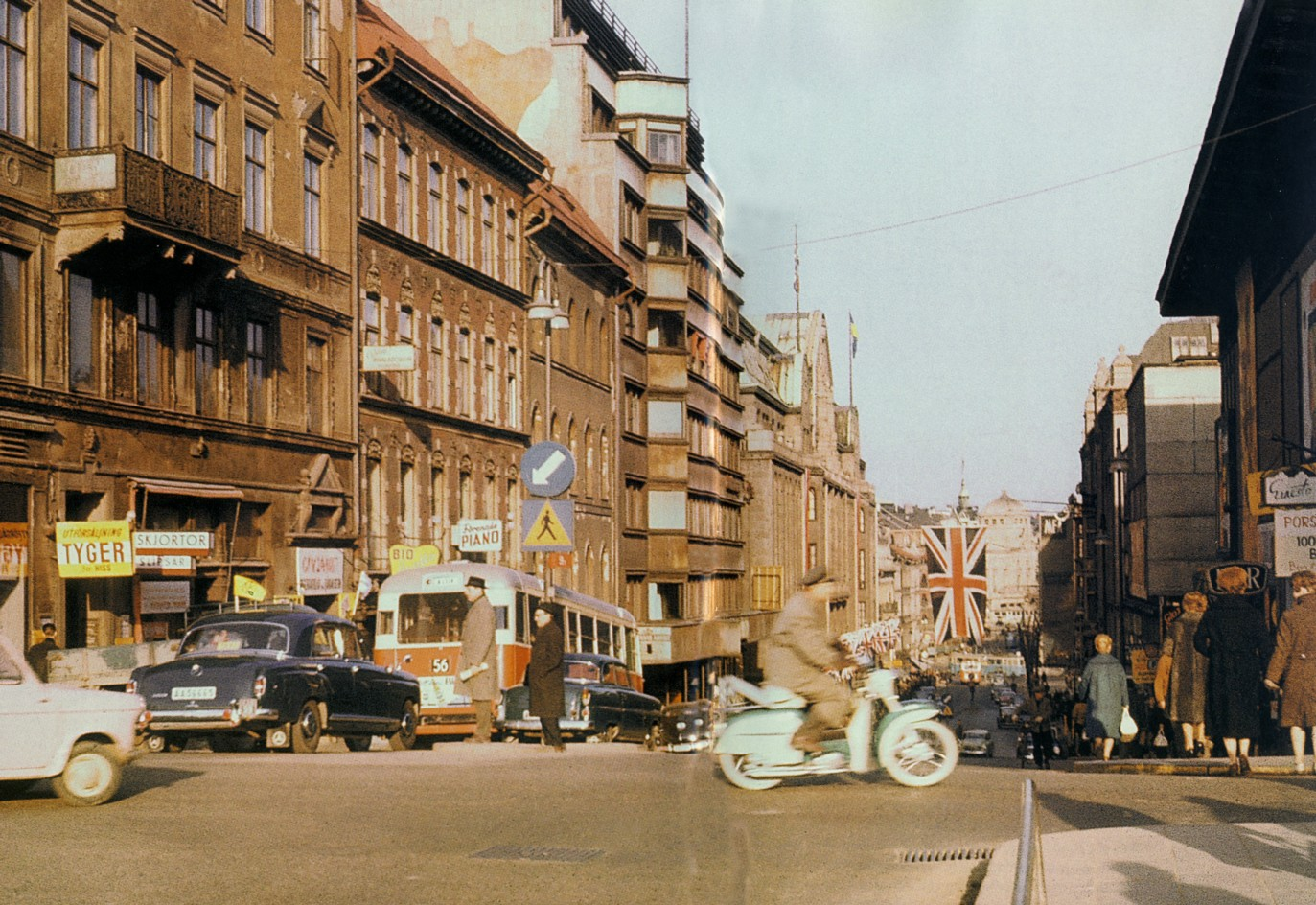
Hamngatan Richtung Osten 1956

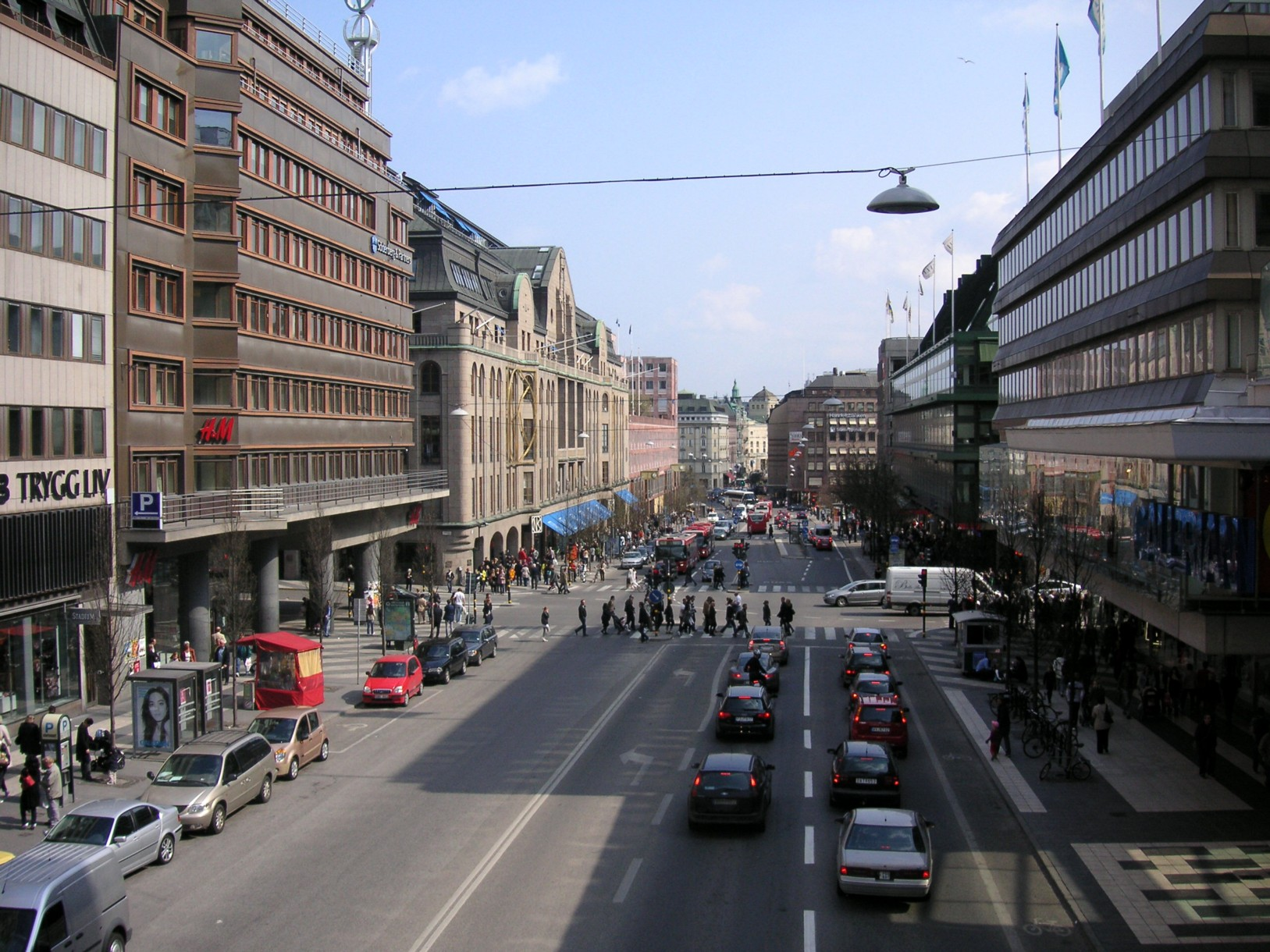
Hamngatan Richtung Osten 2008

Die Hamngatan ist eine Hauptverkehrsstraße im Stadtteil Norrmalm in Stockholm. Die Hamngatan verläuft in ost-westlicher Richtung vom Nybroplan zum Sergels torg.

## Geschichte
Die heutige Hamngatan bekam ihren Namen im Jahr 1857, sie bestand zu früheren Zeiten aus mehreren Teilstücken mit verschiedenen Namen, u. a. Styckgjutarebacken (1847), Enkehusgränden (1857) und Hampnegathon (1645). 
Hamngatan bedeutet „Hafenstraße“ und bis ins 19. Jahrhundert war der östliche Abschnitt dieser Straße eine Hafenstraße. Sie führte hinunter zum Nybroviken, einer Ostseebucht, die damals noch weiter nach Westen hin in die Stadt hineinreichte. Hier befand sich ein Hafen und Stockholms Fischmarkt (heute Norrmalmstorg), wo nunmehr keine Fische mehr verkauft werden. Durch die fortschreitende Landhebung versumpfte der innere Teil des Nybroviken und wurde schließlich aufgefüllt. Um das Jahr 1850 entstand hier ein Park, Berzelii park, benannt nach dem schwedischen Chemiker Jöns Jakob Berzelius.

## Hamngatan in neuerer Zeit
In den 1960er Jahren veränderte sich die Hamngatan, als Stockholms City im Rahmen der Sanierung von Norrmalm neu gestaltet wurde und der Sveavägen nach Süden bis zur Hamngatan verlängert wurde. Der westliche Teil der Straße wurde abgesenkt, um eine verkehrstechnisch lästige Steigung verschwinden zu lassen, und verbreitert, wobei zahlreiche kulturhistorisch wertvolle Gebäude abgerissen wurden.
Längs des Straßenzuges befinden sich heute das Warenhaus Nordiska Kompaniet (NK), das Einkaufszentrum Gallerian, das Sverigehuset, der Kungsträdgården und der Platz Norrmalmstorg.
Koordinaten: 59° 19′ 58,7″ N, 18° 4′ 23,2″ O